# Explorer I
Explorer 1 je prvi američki satelit u svemiru. Lansiran je 31. siječnja 1958. To je bila prva svemirska letjelica koja je detektirala Van Allenov pojas zračenja, vraćajući podatke sve dok baterije nisu iscrpljene nakon gotovo četiri mjeseca. U orbiti je ostao do 1970. godine, a slijedilo ga je više od 90 znanstvenih svemirskih letjelica u programu Explorer.